# Horas desesperadas
Horas desesperadas es una película estadounidense dirigida por William Wyler.

## Argumento
Narra la historia de tres convictos escapados de prisión que se esconden a las afueras de la ciudad en un chalet de familia burguesa tomando como rehenes a sus miembros, que vivirán un auténtico horror sin que la policía lo sepa.

## Comentario
Basada en una obra de éxito de Broadway (en los escenarios la interpretaba Paul Newman). En 1990 el director Michael Cimino hizo un remake con Anthony Hopkins y Mickey Rourke.
- Datos: Q377428